# Голынка (Гродненский район)
Голынка (бел. Галы́нка) — деревня в Гродненском районе Гродненской области Беларуси. В составе Сопоцкинского сельсовета.
Голынка — древнее местечко исторической Гродненщины.

## География
Расположена в 21 км на северо-запад от Гродно, в 1 км от границы с Польшей.

## История
В результате третьего раздела Речи Посполитой (1795) Голынка оказалась в составе Пруссии, с 1815 года — в составе Российской империи, в Августовском уезде Августовской, с 1867 года Сувалковской губернии Царства Польского. По состоянию на 1827 год в местечке было 57 дворов.
Согласно Рижскому мирному договору (1921) Голынка оказалась в составе межвоенной Польской Республики, где стала центром гмины Августовского уезда Белостокского воеводства.
В 1939 году Голынка вошла в БССР, в Сопоцкинском районе Белостокской, с 1944 года — Гродненской области. С 1959 года деревня входит в состав Гродненского района. В 1940-1959 годах центр Голынковского сельсовета. 1 августа 1966 года деревня передана из Гиновичского сельсовета в Сопоцкинский поссовет.

## Население

### Численность
- 2009 год — 74 жителей

### Динамика
- XIX век: 1827 год — 367 жителей; 1882 год — 896 жителей[4]
- XX век: 1999 год — 124 жителей (перепись населения)
- XXI век: 2009 год — 74 жителей (перепись населения)[5]

## Достопримечательность
- Часовня (нач. XX в.)
- Крестовоздвиженский костёл (1714)[6]. Римско-католический храм. Памятник архитектуры неоклассицизма.

### Памятник, скульптура
- Памятник жителям местечка — жертвам немецкой оккупации 1939—1945 гг. На католическом кладбище.

### Утраченное наследие
- Церковь (1714; греко-католическая)